# John Hathorn
John Hathorn, född 9 januari 1749 i Wilmington, Delaware, död 19 februari 1825 i Warwick, New York, var en amerikansk politiker. Han var en av de första ledamöterna av USA:s representanthus från delstaten New York. Han deltog i amerikanska revolutionen som överste och befordrades 1786 till brigadgeneral och 1793 till generalmajor.
Han blev 1788 invald i konfederationernas kongress men inga nya sessioner hölls längre. I stället grundades USA:s kongress, dit Hathorn valdes till den första kongressen. Han var ledamot av USA:s representanthus 1789-1791 och 1795-1797. Han lyckades inte bli omvald någondera av gångerna han blev invald i representanthuset. Han kandiderade också 1792 utan framgång.